# Geuzenpenning
La Geuzenpenning (Medalla del Captaires) és un premi holandès concedit a persones o organitzacions que han lluitat per la democràcia i contra la dictadura, el racisme i la discriminació. Ha estat guardonada anualment des de 1987 a la ciutat de Vlaardingen.
El Geuzenpenning és una iniciativa de la Fundació Resistència Geuzen 1940-1945. L'organització pren el seu nom del grup de resistència anomenat "Geuzen" que va estar actiu durant la Segona Guerra Mundial al voltant de Vlaardingen, Maassluis i Rotterdam. El grup de resistència, al seu torn, va prendre el seu nom dels Geuzen, una col·lecció de grups armats que van lluitar contra l'ocupació espanyola dels Països Baixos al segle xvi, durant la Revolta holandesa. Quinze geuzen de la Segona Guerra Mundial van ser executats per les tropes d'ocupació alemanyes a la plana de Waaldorp el 13 de març de 1941, juntament amb tres líders de la vaga de febrer d'Amsterdam. Després de la guerra, els membres supervivents del grup van començar les bases per honrar la memòria dels seus camarades caiguts i els ideals Geuzen, promoure i mantenir la democràcia als Països Baixos i augmentar la consciència global de totes les formes de dictadura, discriminació i racisme.

## Guardonats
La Geuzenpenning ha estat entregada a:
- 1987 – Amnistia Internacional, capítol neerlandès
- 1988 – Reina Guillemina I dels Països Baixos (pòstument)
- 1989 – Fundació Febrer 1941
- 1990 – Richard von Weizsäcker, president d'Alemanya Occidental
- 1991 – Bernard IJzerdraat, lluitador de la resistència (pòstumament) i László Tőkés, pastor protestant i rebel hongarès de romania
- 1992 – Fundació Anne Frank
- 1993 – Max van der Stoel, inspector de l'ONU a Iraq i Alt Comissionat per a les Minories Nacionals a Europa
- 1994 – Metges Sense Fronteres, capítol neerlandès
- 1995 – Václav Havel, president de la República Txeca
- 1996 – Harry Wu, dissident xinès
- 1997 – Asociación Madres de Plaza de Mayo
- 1998 – Vera Chirwa (Malawi, Africa), Noel Pearson (Austràlia), Muchtar Pakpahan (Indonèsia), Rosalina Tuyuc (Guatemala) i Serguei Kovalev (Rússiae)
- 1999 – Associació dels Drets Humans (Turquia).
- 2000 – Nataša Kandić (Sèrbia) i Veton Surroi (Albània/Kosovo), activistes dels drets humans.
- 2001 – Centre Europeu pels Drets dels Roms i l'Organització Sinti Neerlandesa
- 2002 – Asma Jahangir, advocada i defensora dels drets de els dones pakistanesa
- 2003 – Defence for Children International
- 2004 – Íngrid Betancourt, política colombiana
- 2005 – Richard Gere en nom de la Campanya Internacional pel Tibet, organització de defensa de la democràcia i els drets humans al Tibet
- 2006 – Haitham Maleh, activista pels drets humans sirià
- 2007 – Human Rights Watch
- 2008 – Martti Ahtisaari, antic president de Finlàndia i mitjancer en conflictes internacionals
- 2009 – Al Haq i B'Tselem, organitzacions pels drets humans palestina i israeliana respectivament.
- 2010 – Betty Oyella Bigombe, presidenta de la Fundació Arcadia
- 2011 – Sima Samar, activista afganesa dels drets humans, i les Forces Armades dels Països Baixos
- 2012 – Gregori Xvedov, periodista i activista dels drets humans rus.
- 2013 - Radhia Nasraoui,[3] advocada i defensora dels drets humans tunisiana
- 2014 - Thomas Hammarberg, activista de drets humans suec.
- 2015 - Free Press Unlimited[4]
- 2016 – Migrant Offshore Aid Station
- 2017 - Alice Nkom i Michel Togué, advocats camerunesos, defensors dels drets del col·lectiu LGBT a Camerun.
- 2018 - Girls Not Brides: The Global Partnership to End Child Marriage.[5]